# Elephas
Elephas is een geslacht uit de orde van de slurfdieren (Proboscidea). De wetenschappelijke naam werd in 1758 geldig gepubliceerd door Carl Linnaeus in de tiende editie van Systema naturae, maar was al langer in gebruik. Linnaeus verwijst naar John Ray (1693) en Albertus Seba (1734), die de naam Elephas gebruikten, en naar Conrad Gesner (1551), Ulisse Aldrovandi (1649) en Jan Jonston (1657), die de vergelijkbare naam Elephantus gebruikten.
Dit geslacht omvat nog maar één recente soort, de Aziatische olifant (Elephas maximus), maar minstens tien uitgestorven soorten worden eveneens in dit geslacht geplaatst, waaronder E. recki, E. antiquus, en de dwergolifanten E. falconeri en E. cypriotes. De mammoeten (Mammuthus) vormen de nauwste verwanten van dit geslacht. Ze gingen tussen 1,9 en 6,7 miljoen jaar geleden uiteen. Deze twee geslachten vormen samen de subtribus Elephantina. Van Elephas worden fossielen gevonden in afzettingen van het Vroeg-Plioceen en jonger.

## Soorten
Het geslacht omvat de volgende soorten:
- † Elephas antiquus
- † Elephas beyeri
- † Elephas celebensis
- † Elephas cypriotes – Cypriotische dwergolifant
- † Elephas ekorensis
- † Elephas falconeri – Siciliaanse dwergolifant
- † Elephas iolensis
- Elephas maximus – Aziatische olifant
- † Elephas namadicus
- † Elephas planifrons
- † Elephas platycephalus
- † Elephas recki